# Udvarhely
Le comitat de Udvarhely (Udvarhely vármegye en hongrois, comitatul Odorhei en roumain, Komitat Odorhellen en allemand) est un ancien comitat du royaume de Hongrie, situé dans l'est de la Transylvanie, au centre de l'actuelle Roumanie. Son chef-lieu était la ville de Székelyudvarhely, de nos jours Odorheiu Secuiesc, dans le județ de Harghita, en Roumanie.

## Géographie
Le comitat de Udvarhely avait une superficie de 2 938 km2 pour une population de 124 173 habitants (densité : 42,3 hab/km2). Il s'étendait dans les Carpates orientales, dans les Monts Gurghiu et Harghita, le long de la vallée de la Târnava Mare.
Il était limité au nord-ouest par le comitat de Maros-Torda, au nord-est et à l'est par le comitat de Csík, au sud-est par le comitat de Háromszék, au sud par le comitat de Nagy-Küküllő et au sud-ouest par le comitat de Kis-Küküllő.

## Histoire
Le comitat, situé au cœur du pays des Sicules, a existé de 1876 à 1920 et faisait suite à l'ancien territoire administratif de Udvarhelyszék crée au XIIIe siècle.
En 1918, il a été intégré à la Roumanie, ce qui fut confirmé par le traité de Trianon en 1920. Il est devenu alors le județ de Odorhei.
De 1940 à 1944, à la suite du deuxième arbitrage de Vienne, il a été annexé par la Hongrie. Dès la fin de la Seconde Guerre mondiale, il a réintégré la Roumanie.
En 1960, il a été supprimé. La majeure partie a été intégrée au județ de Harghita, quelques communes de l'ouest ont rejoint le județ de Mureș et  quelques communes du sud-est le județ de Covasna.

## Subdivisions
Le comitat était composé d'un district urbain et de quatre districts ruraux.
| District         | Chef-lieu        |
| ---------------- | ---------------- |
| Székelyudvarhely | Székelyudvarhely |

| District         | Chef-lieu        |
| ---------------- | ---------------- |
| Homoród          | Oklánd           |
| Parajd           | Parajd           |
| Székelykeresztúr | Székelyudvarhely |

## Démographie
En 1900, le comitat comptait 118 275 habitants dont 112 607 Hongrois (95,21 %), 2 928 Roumains (2,48 %) et 2 225 Allemands (1,88 %).
En 1910, le comitat comptait 124 173 habitants dont 118 458 Hongrois (95,40 %), 2 840 Roumains (2,29 %) et 2 202 Allemands (1,77 %).